# E-Estonia
E-Estonia ist ein Projekt der estnischen Regierung im Bereich E-Government zur Digitalisierung öffentlicher Dienstleistungen.

## Geschichte der Digitalisierung in Estland
Estland arbeitete an der Entwicklung seiner elektronischen Behördendienste ab Mitte der 1990er Jahre. Der erste Schritt zur Digitalisierung war eine bessere Weise, um Steuern durch Automatisierung zu erheben. Estland war das erste Land, das eine Botschaft für Daten eröffnete. Die NATO eröffnete ihr Kompetenzzentrum für Cyber-Verteidigung in Tallinn. Das NATO-Kompetenzzentrum für kooperative Cyber-Verteidigung (Cooperative Cyber Defence Centre of Excellence – CCDCOE) wurde 2008 eröffnet und umfasst die EU-Mitgliedstaaten und Australien.
IT-Kenntnisse werden ab dem Kindergarten vermittelt und IT-Kurse sind obligatorisch.
Internet-Voting (I-Voting) bzw. Abstimmen über das Internet ist eine der Möglichkeiten der politischen Wahlen in Estland. Im Jahr 2012 wurde ein Komitee eingerichtet, das für die Durchführung der Internet-Wahlen zuständig ist. Das I-Voting wurde bei den Kommunalwahlen von 2005 eingeführt, als mehr als 9.000 Wähler ihre Stimme über das Internet abgaben.
Laut Arthur Mickoleit, Senior Principal Analyst bei Gartner, sind drei grundlegende Projekte für den Erfolg des Landes im digitalen Bereich verantwortlich: die Digitalisierung der Register öffentlicher Stellen zur Bereitstellung von Informationen, die zur Unterstützung elektronischer Dienste erforderlich sind; der Aufbau der X-Road-Plattform, die die Gesamtheit verschiedener im öffentlichen und privaten Sektor eingesetzter Datenbanken miteinander verbindet und den Informationsaustausch ermöglicht; sowie die Möglichkeit für die Bürger, sicher auf Online-Dienste zuzugreifen, indem digitale Ausweise bereitgestellt und digitale Signaturen handschriftlichen Signaturen gleichgesetzt werden.
Das beste Beispiel für den Erfolg der Digitalisierung in dem baltischen Staat ist das E-Residency-Programm, mit dem jeder auf der ganzen Welt einen von der Regierung ausgestellten digitalen Personalausweis und vollen Zugang zu den öffentlichen E-Services Estlands erhalten kann.

## E-Residency
Heute gibt es in Estland nur drei Dinge, die online noch nicht möglich sind: heiraten, sich scheiden lassen und Immobilien kaufen. Der Besitz eines digitalen Personalausweises ist verpflichtend. Das einmalige Prinzip funktioniert in dem digitalen System, wobei die Daten der Regierung einmal zur Verfügung gestellt werden sollen. Dann werden sie automatisch gespeichert. Die Einführung von neuen Diensten erfolgt auch ausschließlich digital. 97 % der Gesundheitsinformationen von einer Person sind auch digitalisiert, wobei das Land Dienste wie E-Ambulanz anbieten kann. So werden die Person und ihr Aufenthaltsort bekannt gegeben, sobald sie die Notrufnummer 112 wählt.
E-Residency basiert auf der estnischen X-Road-Middleware und ermöglicht den Zugriff auf viele der sicheren digitalen Dienste, die die estnischen Bürger täglich nutzen. Das Land bietet E-Residency auch Nicht-Bürgern an.

### Vorteile für Ausländer
Nach sorgfältiger Überprüfung des Antragstellers kann der spezielle Ausweis bei einer der 38 estnischen Auslandsvertretungen oder den Dienststellen der estnischen Polizei und des Grenzschutzes abgeholt werden. Zukünftige E-Bewohner müssen lediglich einen gültigen Reisepass vorlegen und eine Gebühr von 100 € zahlen, um die Karte zu bekommen, die ihre digitale Identität bestätigt. Sie enthält einen Mikrochip mit zwei Sicherheitszertifikaten: eines für die Authentifizierung und eines für die digitale Signatur. So ist es auch für die Nicht-Bewohner des Staates möglich, dass sie Dokumente digital unterschreiben, die Echtheit von Dokumenten zu überprüfen und Dokumente sicher zu verschlüsseln und zu übertragen. Außerdem können sie das offizielle Portal „eesti.ee“ benutzen, Unternehmen in Estland gründen, eine estnische Steuererklärung online einreichen und Bankkonten erstellen. Unternehmer können folglich ihre Firmen online gründen, an dem regionalen estnischen Markt tätig sein und ihre Aktivitäten aus der Ferne verwalten.

## Probleme und Lösungen
Im Jahr 2017 fand in Estland eine ID-Krise statt. Die Hardware hinter den Personalausweisen erwies sich als anfällig für Angriffe, was theoretisch zu Identitätsdiebstählen führen konnte. Die Zahl der estnischen Bürger, die die kostenlose Smart-ID-Authentifizierungs-App nutzen, ist seitdem deutlich gewachsen. Die App braucht 2 PINs, die automatisch generiert oder von dem User selbst ausgewählt werden können. Der gesamte Prozess des Freischaltens beginnt dann, wenn die erste PIN eingegeben wird. Die PIN selbst ist jedoch in keinem Informationssystem in irgendeiner Form vorhanden. Selbst wenn die App oder der Server gehackt wird, kann kein Eindringen in die privaten PIN-Codes erfolgen.